# Hidroxicenopiroclor
L'hidroxicenopiroclor és un mineral de la classe dels òxids que pertany al grup del piroclor.

## Característiques
L'hidroxicenopiroclor és un òxid de fórmula química (◻,Ce,Ba)₂(Nb,Ti)₂O₆(OH,F). Va ser aprovada com a espècie vàlida per l'Associació Mineralògica Internacional l'any 2017. Cristal·litza en el sistema isomètric.
L'exemplar que va servir per a determinar l'espècie, el que es coneix com a material tipus, es troba conservat a les col·leccions mineralògiques del Museu Nacional de la Natura i la Ciència (Japó), amb el número d'espècimen: nsm-mf16011.

## Formació i jaciments
Va ser descoberta a la mina Araxá, situada al complex del mateix nom dins la localitat de Barreiro, a Minas Gerais (Brasil). També ha estat descrita al mont Bonga, a la província d'Huíla (Angola), i als massissos de Chuktukon i Tatarskii, ambdós al krai de Krasnoiarsk (Rússia). Aquests indrets són els únics de tot el planeta on ha estat descrita aquesta espècie mineral.